# 세이프 섹스
세이프 섹스(영어: safe sex) 또는 세이퍼 섹스(영어: safer sex), 또는 보호된 섹스(영어: protected sex)는 성병 및 HIV에 감염될 위험을 감소시키는 행동을 취하면서 하는 성교이다. 성병 등은 직접 삽입이나 질내에 사정뿐만 아니라 구강 성교, 항문 성교, 딥 키스 등으로 체액이나 혈액이 상대의 점막 상처에 닿으면서 감염된다. 따라서 그들이 직접 접촉하지 않도록 어떤 도구를 사용하거나 위험이 높은 행위 자체를 피하기 위한 것이다. 이것은 남녀 간의 혹은 남자끼리 섹스뿐만 아니라 여성끼리 섹스에서도 권장된다.
"세이프 섹스"는 1980년대에 에이즈의 범세계적인 대유행에 대응하기 위해 부상한 개념이다. 그 중에서도 특히 미국에서 에이즈 위기에 대응하기 위해 부각되었다. 세이프 섹스를 알리는 것은 현재 성교육과 HIV감염을 비롯한 성병예방의 주요 목표이다. 세이프 섹스는 성병의 전염을 예방하기 위한 건강위해저감(영어: harm reduction) 전략으로 여겨진다.
콘돔과 같은 일부 세이프 섹스 실천방법은 산아제한(피임)법으로 사용될 수도 있지만, 대부분의 피임법은 성병을 예방하지 못한다. 마찬가지로, 무분별한 섹스를 하지 않고 파트너를 선정하는 것, 또는 위험성이 낮은 성행위를 하는 것 등의 세이프 섹스 실천방법은 효과적인 피임법이 아닐 수 있다.

## 역사
매독과 임질 등의 성병을 예방하기 위한 방법들은 몇 세기전부터 존재해왔고 "세이프 섹스"는 일찍이 1930년대부터 영어에 존재했던 용어였지만, 성병의 위험을 줄이기 위해서 용어를 사용하게 된 것은 1980년대 중반의 미국에서였다. 이는 에이즈 위기에 대응하기 위한 방안으로 부상한 개념이었다.
HIV가 분리되고 명명되기 1년 전, 시스터 오브 퍼페추얼 인덜전스(Sister of Perpetual Indulgence)의 샌프란시스코 지부는 도시의 게이 남성 인구들 사이에 만연한 성병에 대한 우려에서 《플레이 페어!》(Play Fair! )라는 제목의 작은 팜플랫을 발행했다. 이 팜플랫은 나중에 후기 에이즈의 증상으로 이해 될 카포시 육종과 폐포자충 폐렴 등의 질병들을 구체적으로 명명했다. 팜플랫은 금욕, 콘돔, 개인 위생, 개인용 윤활유 사용, 성병 검사와 치료를 포함한 다양한 세이프 섹스 실천법을 지지했다. 개인적, 사회적 책임을 강조하면서, 캐주얼하고 성적으로 긍정적인 접근 방식을 취했다. 프랑스에서 HIV가 분리되고 이름붙여진 달인 1983년 5월, 뉴욕에서 주로 활동하는 HIV/에이즈 활동가 Richard Berkowitz와 Michael Callen은 《하우 투 해브 섹스 인 언 에피데믹》(How to Have Sex in an Epidemic: One Approach)라는 소책자를 출판해 비슷한 조언을 했다. 어느 출판물도 "세이프 섹스"라는 용어를 사용하지 않았지만, 두 출판물 모두 HIV를 포함한 성병의 위험을 줄이기 위한 표준 조언이 되었다.
성병 위험을 감소시키는 방안으로서의 세이프 섹스는 1984년 영국의 간행물 《더 데일리 인텔리전서》(The Daily Intelligencer)에 나타난다. "목표는 약 5천만 명의 사람들에게 에이즈의 교육과 세이프 섹스에 대한 메시지를 전하는 것입니다."
개인에게 있어서 세이프 섹스는 에이즈를 비롯한 성병의 전염과 임신으로부터 보호하기 위해 사용되는 개념이지만, 이 용어는 에이즈 유행에 대응해서 나타난 용어다. 세이프 섹스라는 용어는 1984년, 에이즈가 게이 남성과 양성애자 남성에게 미치는 심리적 영향을 다룬 논문에서 사용된 것으로 알려져 있다.
1년 후, 같은 용어가 《뉴욕 타임즈》의 기사에 실렸다. 그 기사는 대부분의 전문가들이 에이즈 환자들에게 세이프 섹스를 하도록 충고했다고 강조했다. 이 개념은 성적인 파트너의 수를 제한하고, 질병의 예방법을 사용하며, 체액 교환을 피하고, 위험한 성행위의 억제를 감소시키는 약물의 사용을 저항하는 것을 포함했다. 게다가 1985년에는 '성적 책임 연합'에 의해 최초의 세이프 섹스 지침이 제정되었다. 이 지침에 따르면, 세이프 섹스는 항문이나 구강 성교를 할 때도 역시 콘돔을 사용하여 행해져야 한다.
세이프 섹스라는 용어는 주로 남성간의 성행위와 관련하여 사용되었지만, 1986년에 그 개념이 일반 대중에게 전파되었다. 대학생들의 세이프 섹스를 촉진하기 위해 다양한 프로그램들이 개발되었다. 이 프로그램들은 콘돔 사용의 촉진, 파트너의 성적 병력에 관한 더 나은 지식, 그리고 성적인 파트너의 수 제한에 초점을 두었다. 이 주제에 관한 첫 번째 책은 같은 해에 출판되었다. "에이즈 시대의 세이프 섹스"라는 제목의 이 책은 88페이지 분량으로, 성생활에 대한 긍정적인 접근과 부정적인 접근을 모두 묘사했다. 성행위는 안전 할 수도 있고, 안전하지 않을 수도 있다.

## 실행

### 폰섹스/사이버섹스/섹스팅
폰섹스, 사이버섹스, 섹스팅 등 직접적인 접촉이 없는 성적인 행동은 성적 접촉에 의한 감염의 위험이 없으므로 세이프 섹스의 형태이다.

### 비삽입 섹스

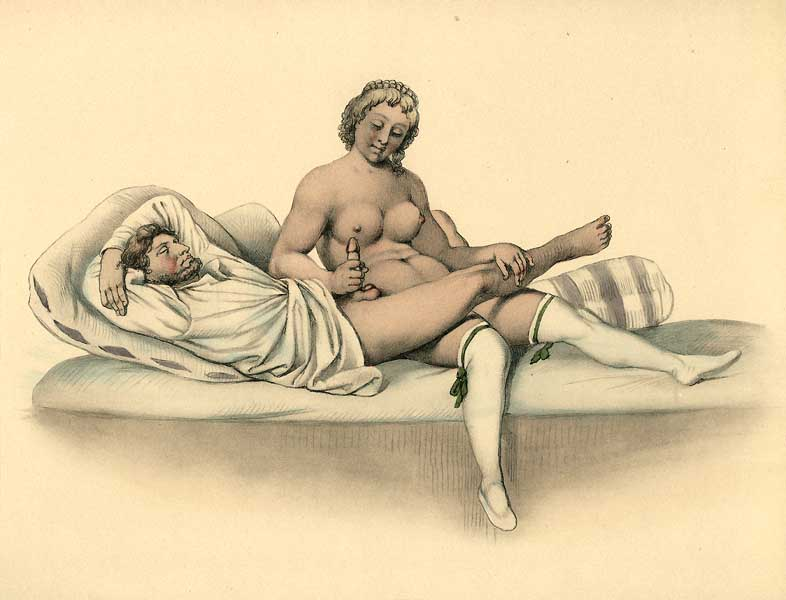
음경을 손으로 자극하는 모습을 묘사한 수채화, 1840

"비삽입 섹스" 또는 "간접 성교"라고 불리는 다양한 성행위는 성병 위험을 상당히 줄일 수 있다. 비삽입 섹스는 키스, 상호 자위, 문지르거나 쓰다듬는 행위를 포함한다. 웨스턴오스트레일리아의 보건부에 따르면, 이러한 성행위는 임신과 대부분의 성병를 예방할 수 있다. 단, 비삽입 섹스는 헤르페스, 인유두종 바이러스 등 피부간 접촉을 통해 전염될 수 있는 감염에 대해서는 안전하지 않을 수 있다. 상호 또는 파트너 자위는 특히 피부 접촉이 있거나 성적인 파트너와 체액을 공유하는 경우 성병 위험을 수반하지만, 그 위험은 다른 많은 성적 활동보다 현저히 낮다.

### 콘돔, 치과용 댐, 장갑

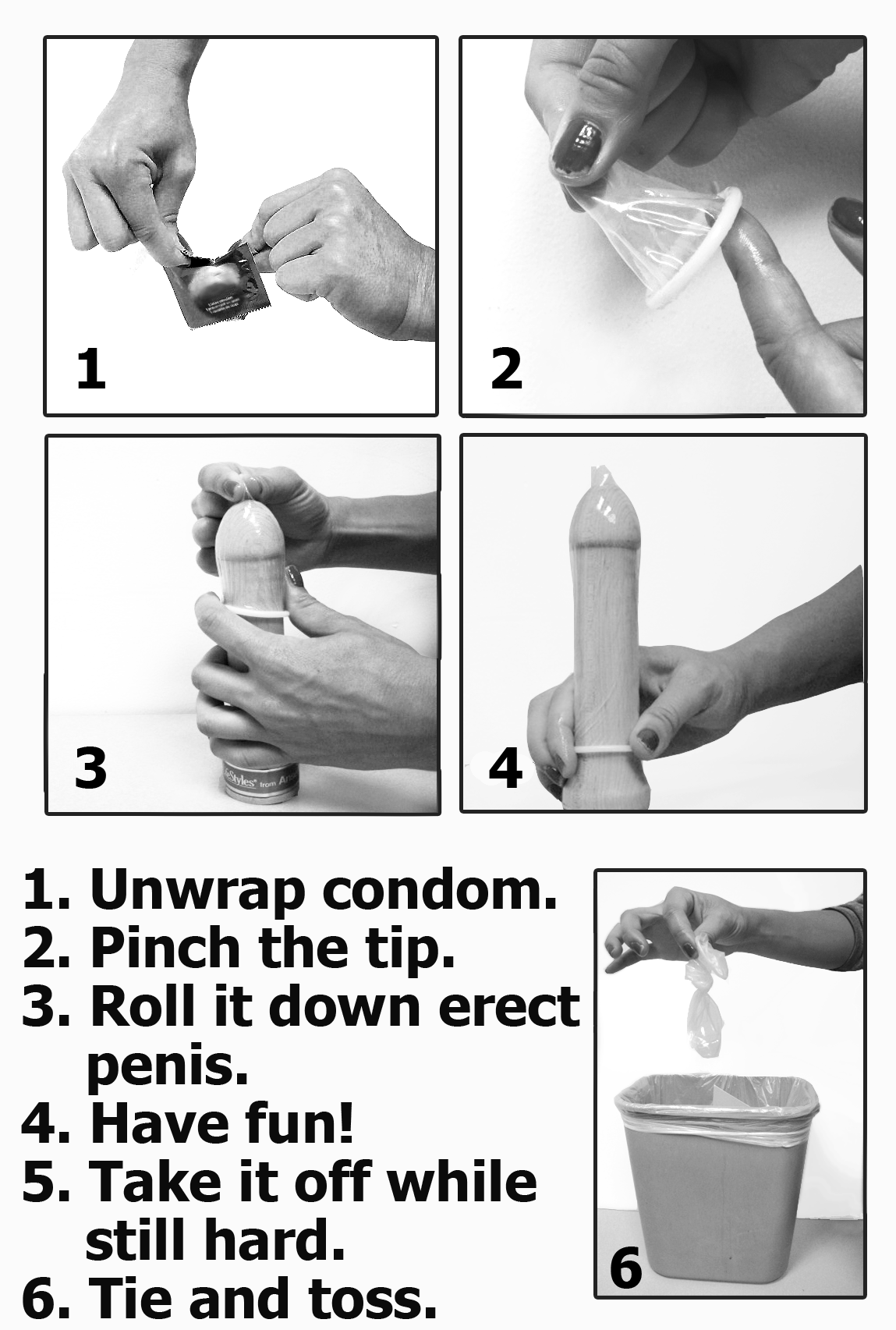
음경에 남성용 콘톰을 씌우는 방법

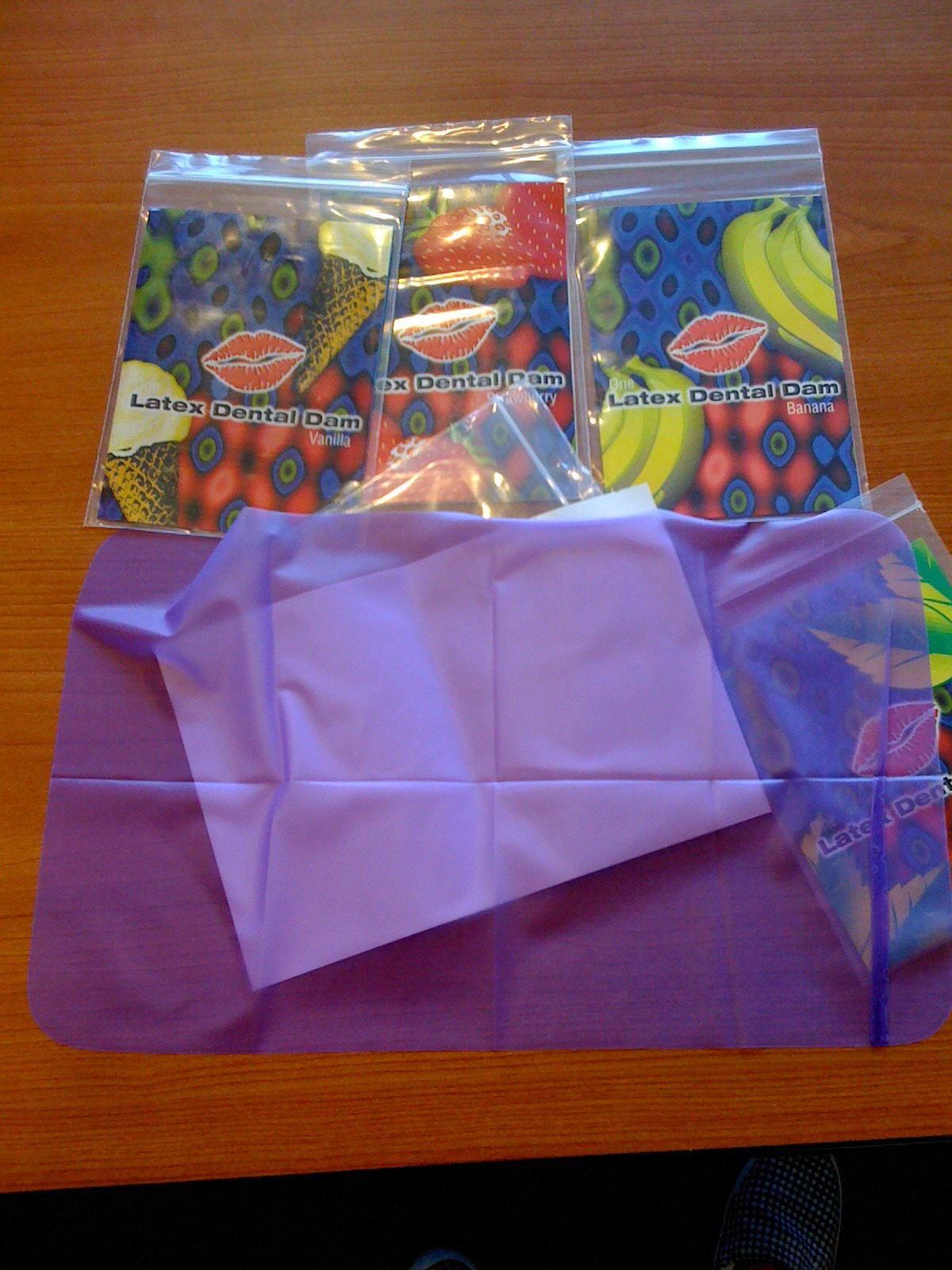
라텍스 덴탈댐

- 콘돔은 성적인 삽입이나 자극 중에 음경, 손, 손가락 또는 기타 신체 부위를 덮는 데 사용할 수 있다.[12] 보통 라텍스로 가장 많이 만들어지며, 폴리우레탄과 폴리포렌을 포함한 합성 재료로도 만들 수 있다.
- 페미돔은 성적인 삽입 전에 질이나 항문에 미리 삽입된다. 이 콘돔은 폴리우레탄이나 니트릴로 만들어졌다. 외부 콘돔과 내부 콘돔을 동시에 사용할 경우 성행위 시 소재 간 마찰로 파손될 수 있다.
- 치과용 댐(dental dam)은 구강 성교를 할 때 보호를 위해 사용되는 라텍스 시트다. 일반적으로 구강 성교중 입과 외음부 사이의 장벽 또는 입과 항문 사이의 장벽으로 사용된다.
- 라텍스, 비닐, 니트릴 또는 폴리우레탄으로 만든 의료용 장갑은 구강 성교 중에 임시 치과용 댐으로 사용하거나 삽입 또는 자위와 같은 성적 자극 중에 손, 손가락 또는 기타 신체 부위를 덮을 수 있다.[12][13]
- 콘돔, 치과 댐, 장갑은 성적인 자극이나 삽입 중 딜도와 같은 성인용품을 덮는 데 사용될 수도 있다.[12][13] 성인용품을 둘 이상의 오리피스(orifice) 또는 파트너에서 사용할 경우, 그 위에 콘돔/치과 댐/장갑을 사용할 수 있으며 교체하여 사용할 수 있다.

오일 기반 윤활액은 라텍스 콘돔, 치과용 댐 또는 장갑의 구조를 분해하여 성병으로부터의 보호 효과를 떨어뜨릴 수 있다.
외부 콘돔을 사용하면 성생활 중 성병 위험을 줄일 수 있지만, 100% 효과적이지는 않다. 한 연구에 따르면 콘돔은 HIV 전염을 85%~95%까지 줄일 수 있으며, 미끄러짐, 파손, 잘못된 사용으로 인해 95% 이상의 예방은 가능성이 낮은 것으로 간주된다. 또한 "일관되지 않은 사용은 콘돔의 전반적인 효과를 최대 60-70%까지 감소시킬 수 있다"고 설명했다.

### 노출전 예방요법(PrEP)
각 국가마다 테노포비르/엠트리시타빈 조합 약물을 PrEP로 사용하기 위한 서로 다른 규약을 승인했다. 이 두 가지 약물 조합은 매일, 간헐적으로, 그리고 온디맨드 방식으로 복용할 때 서로 다른 집단에서 HIV 감염을 예방하는 것으로 나타났다. 많은 연구에서 테노포비르/엠트리시타빈 조합이 성적인 파트너 간의 HIV 전염을 90% 이상 예방하는 데 효과적이라는 것이 밝혀졌다.

### 예방적 치료
예방 치료(종종 TasP로 약칭)는 바이러스의 추가적인 확산을 막기 위한 방법으로 HIV 감염을 검사하고 치료하는 방법이다. HIV 양성 상태에 대한 지식을 가진 사람들은 자신과 파트너를 보호하기 위해 안전한 성 관행을 사용할 수 있다.(콘돔을 사용하거나 안전한 성적 행위를 하는 방법 등) 그리고, 혈액에서 지속적으로 억제되거나 검출되지 않는 HIV 양성인 사람들은 성적인 파트너에게 HIV를 전염시킬 수 없기 때문에, 효과적인 치료를 받고있는 HIV 양성 파트너와의 성행위는 안전하다. 이 사실로 인해 "U=U"("감지 불가 = 전염 불가")라는 개념이 생겼다.

### 다른 형태의 안전한 성관계
성 활동 중 성병 위험을 줄이는 데 효과적이라고 입증된 다른 방법은 다음과 같다.
- 성적으로 전염되는 특정 바이러스에 대한 예방 접종. 가장 흔한 백신은 자궁경부암, 음경암, 구강암, 그리고 생식기 사마귀를 유발할 수 있는 B형 간염과 인유두종 바이러스이다. 성 생활을 시작하기 전 예방접종을 하는 것은 이 백신들의 효과를 증가시킨다. HPV 백신은 각각 26세와 21세 사이의 10대 소년과 남성뿐만 아니라 모든 10대 소녀와 여성에게 권장된다.[18]
- 정기적인 성병 검사 및 치료, 특히 한 명 이상의 가벼운 성적 파트너와 성 생활을 하는 사람의 경우.[19][20] 검사 및 치료를 하면 온라인 데이트 앱과 웹사이트를 이용하는 경우 성병이 없다는 증거를 보여줄 수 있다.[21][22]
- 포경수술. 어떤 연구는 음경의 포피를 제거(제거)하는 것이 HIV에 감염될 위험을 줄일 수 있다고 제안한다.[23][24] 일부 변호 단체들은 이러한 결과에 이의를 제기한다.[25][26]

## 성병 방지에 효과적이지 않은 피임방법

### 일반
대부분의 피임방법은 성병 확산에 효과적이지 않다. 여기에는 피임약, 정관수술, 자궁관 묶음, 주기조절법, 자궁 내 피임기구 및 많은 비장벽적 피임 방법이 포함된다. 그러나, 콘돔은 피임 및 성병 예방에 매우 효과적이다.
피임용 살정자제인 노녹시놀-9은 성병 전파 가능성을 감소 시킨다고 주장되었다. 그러나 세계보건기구 (WHO)의 기술 보고서에 따르면 노녹시놀-9은 자극제이며, 점막에 작은 눈물을 생성할 수 있어 병원체가 더 쉽게 진입할 수 있는 지점을 제공하기 때문에 전파 위험을 증가시킬 수 있다. WHO는 노녹시놀-9 윤활제가 피임효과를 높이기에 충분한 살정제를 가지고 있지 않다고 보고했다. 살정제를 사용하지 않은 콘돔에 비해 살정제 콘돔이 성병 전염 예방에 더 효과적이라는 증거는 없다. 살정제를 적절하게 사용한다면, 살정제 콘돔이 임신을 예방할 수 있더라도 노녹시놀-9이 피부를 자극하여 성병 감염에는 더 취약해 줄 수 있는 위험이 있다.
피임용 페서리 또는 피임 스폰지를 사용하면 일부 여성에게 특정 성병에 더 나은 예방효과가 있을 수 있지만, 모든 성병에 효과적이지는 않다.
피임용 호르몬 방법 (경구피임약, 디포프로게스테론, 호르몬 IUD, 질내고리 및 패치)은 성병을 예방할 수 없다. 구리 자궁 내 장치와 호르몬 자궁 내 장치는 99%의 피임효과가 있지만, 성병 예방 효과는 없다. 구리 자궁 내 장치를 사용하는 여성은 임질이나 클라미디아와 같은 세균 감염에 더 취약할수도 있으나, 논란의 여지가 있다.

### 항문 성교
항문과 직장의 얇은 조직이 쉽게 손상이 될 수 있어 보호되지 않은 항문 삽입은 고위험 성행위로 간주된다. 작은 상처로 HIV를 포함한 박테리아와 바이러스의 침투가 가능하다. 여기에는 손가락, 손 또는 자위기구에 의한 항문 삽입이 포함된다. 또한, 콘돔은 질 성교보다 항문 성교 시 파손될 가능성이 더 높아 성병 전염 위험이 높아진다.
항문 성교 시 노출되는 주요 위험은 HIV 감염이다. 다른 감염 위험으로는 A, B 및 C형 간염, 지아르디아와 같은 장내 기생충 감염, 그리고 대장균과 같은 세균 감염이 있다.
파트너 중 한명이 성병 진단을 받았을 시에는 치료효과가 확실해질 때까지 항문성교는 반드시 피해야한다.
보다 안정한 항문 성교를 위하여, 커플은 항문 부위가 깨끗하고 배변이 비어있고 항문 삽입을 받는 파트너의 긴장을 풀 수 있어야 한다. 항문 삽입이 손가락에 의해서든 음경에 의해서든 관계없이 콘돔은 성병 전염을 예방하는 최선의 차단 방법이다. 관장은 HIV 감염 및 성병 림프육아종 직장염의 위험을 증가시킬 수 있기 때문에 사용해서는 안된다.
직장은 쉽게 손상 될 수 있어 손가락을 사용하여 삽입하더라도 윤활제를 사용하는 것이 좋다. 특히, 초보자의 경우 손가락에 콘돔을 사용하는 것은 성병 예방과 윤활유 공급을 위해서이다. 대부분의 콘돔은 윤활 처리가 되어있어 통증이 적고 쉽게 삽입 할 수 있다. 오일 베이스의 윤활제는 라텍스를 손상 시키기 때문에 콘돔과 함께 사용해서는 안되며, 수성 및 실리콘 베이스 윤활제를 대신 사용해야한다. 라텍스가 아닌 재질의 콘돔은 폴리우레탄이나 폴리이소프렌으로 만드는 라텍스에 알레르기가 있는 사람들이 사용할 수 있다. 폴리우레탄 콘돔은 오일 베이스 윤활제와 함께 안전하게 사용할 수 있다. 여성용 콘돔은 항문 삽입을 받는 파트너가 효과적으로 사용할 수 있다.
섹스 토이를 사용한 항문 자극은 성기의 항문 삽입 시와 유사한 방법으로 안전 조치가 이루어져야한다. 이 때에는 콘돔을 성기 대신 섹스토이에 비슷한 방식으로 사용하면 된다.
남성이 항문 성교 이후 성기를 질에 삽입하려는 경우, 성기를 씻고 깨끗한 상태로 만드는 것이 중요하다. 직장의 박테리아는 쉽게 질로 옮겨져 질이나 요로에 감염을 일으킬수 있다.
항문과 구강 간 접촉은 A형 간염, 성병 감염이나 장 감염을 일으킬 수 있는 매우 위험한 성행위이므로 반드시 보호가 필요하다. 러버댐이나 플라스틱 랩은 항문과 구강 간 접촉 시 효과적인 보호 수단으로 사용될 수 있다.

## 섹스 완구

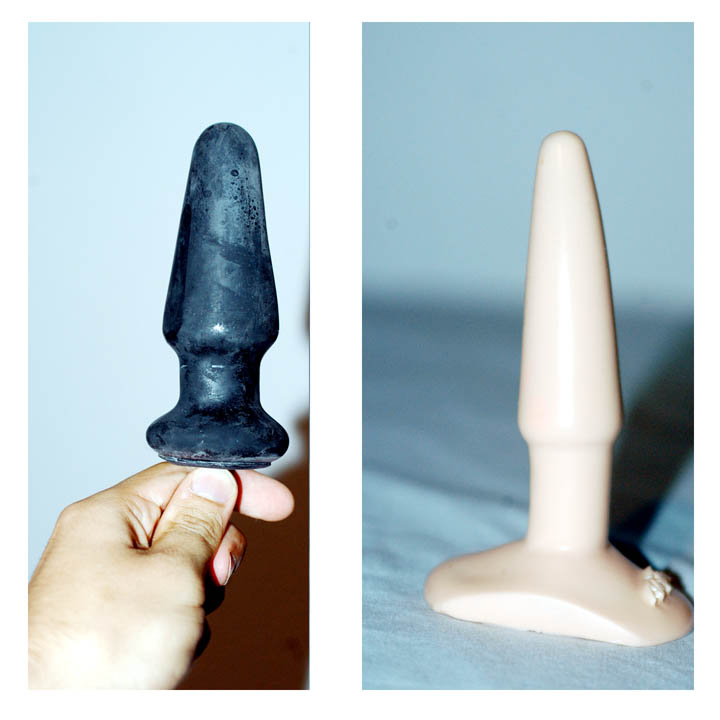
항문에 사용하기 위해 설계된 두가지 섹스 완구(플레어 베이스 참고)

섹스 완구에 콘돔을 착용하면 더 나은 성 위생을 제공하고 콘돔을 다른 파트너로 교체시 콘돔을 교체한다면 섹스 완구를 공유할 때 감염 전파를 예방할 수 있다. 일부 섹스 완구는 다공성 재료로 만들어지며 공극에는 바이러스와 박테리아를 가둘 수 있으므로 섹스 완구를 철저히 청소해야 하며 가급적 섹스 완구용으로 특별히 설계된 클리너를 사용하는 것이 좋다. 유리는 다공성이 아니며, 의료등급의 유리 섹스 완구는 사용간에 더 쉽게 멸균된다. 파트너 중 한 명이 성병으로 치료를 받고 있는 경우, 치료효과가 입증될 때까지, 커플은 섹스 완구를 사용하지 않는 것이 좋다.
모든 섹스 완구는 사용 후 철저히 청소해야 한다. 섹스 완구를 청소하는 방법은 재질에 따라 다르다. 일부 섹스 완구는 삶거나 식기 세척기에 세척이 가능하다. 대부분의 섹스 완구에는 청소와 보관 방법에 대한 팁이 있으며 이 지침을 주의 깊게 따라야 한다. 섹스 완구는 다른 사람과 공유하거나 신체의 다른 부분(예: 입, 질, 항문)에 사용할 때도 청소해야 한다.
섹스 완구는 박테리아의 온상이 될 수 있는 긁힘이나 균열이 있는지 정기적으로 확인해야 한다. 손상된 섹스 완구는 손상되지 않은 새 것으로 교체하는 것이 가장 좋다. 임산부는 섹스 완구를 사용할 때 위생에 더 주의를 기울여야 한다. 채찍이나 바늘과 같이 피가 날 수 있는 섹스 완구를 공유하는 것은 권장되지 않으며 안전하지 않다.
항문에 섹스 완구를 사용할 때, 섹스 토이는 "... 직장 근육이 수축함에 따라 쉽게 잃어버릴수 있고 잠재적으로 결장을 막을 수 있다". 이러한 심각한 문제를 방지하기 위해 "섹스 완구 사용자는 나팔 모양의 베이스 또는 끈이 있는 섹스 완구를 사용하는 것"이 좋다.

## 절제
금욕은 성접촉과 관련된 성병과 임신의 위험을 감소시키지만, 성병은 비성적(non-sexual)방법이나 강간을 통해서도 전염될 수 있다. HIV는 문신, 피어싱 또는 주사에 사용되는 오염된 바늘을 통해 전염될 수 있다. 오염된 기구를 사용하는 의료 또는 치과 시술도 HIV를 전파할 수 있지만 일부 의료 종사자는 직업상 주사바늘로 인한 우발적 부상에 노출되어 HIV에 감염된다.
금욕만 하는 성교육은 효과적이지 않다는 증거가 많다. 금욕만 하는 성교육 프로그램은 선진국의 HIV감염률과 계획되지 않은 임신률 감소에 효과가 없는 것으로 밝혀졌다. 금욕만 하는 성교육은 주로 인격과 도덕성의 결과에 의존하는 반면, 보건 전문가들은 건강과 행동 문제에 관심을 갖는다. 금욕은 임신과 성병을 예방하는 가장 좋은 방법이지만 실제로는 비현실적이므로 성관계를 삼가려는 의도로는 종종 성공하지 못했다. 이로 인해 젊은이들은 원치 않는 임신과 성병을 예방하는 데 필요한 정보와 기술이 부족하게 된다.

## 같이 보기
- 금욕
- 인간의 성행위
- 자위행위
- HIV/AIDS에 대한 오해
- 노출후 예방요법
- 영원한 방종의 자매들